# 25616 Riinuots
25616 Riinuots è un asteroide della fascia principale. Scoperto nel 2000, presenta un'orbita caratterizzata da un semiasse maggiore pari a 2,4056427 UA e da un'eccentricità di 0,1722773, inclinata di 7,17572° rispetto all'eclittica.